# Henry Browne, Farmer
Henry Browne, Farmer ist ein US-amerikanischer Dokumentarfilm von Roger Barlow aus dem Jahr 1942. Der Kurzfilm beleuchtet den Arbeitsalltag des afroamerikanischen Bauern Henry Browne.

## Handlung
Der Film zeigt das harte Arbeitsleben des afroamerikanischen Bauern Henry Browne  und seiner Familie auf einer kleinen Farm in Georgia. Browne hat drei Kinder und eine Frau, die bis auf ein Kind alle auf der Farm mithelfen. Einen Traktor besitzen sie nicht, lediglich zwei Esel, seit diesem Jahr eine Kuh und mehrere Hühner. Die Felder werfen wenig ab, aber seit diesem Jahr baut Henry Erdnüsse an, wie es der Staat will. Mit dem daraus gewonnenen Öl leistet er einen wichtigen Beitrag zum Kriegserfolg. Samstags lädt er seine ganze Familie in seiner Kutsche ein, doch diesmal geht es nicht auf den Markt. Vielmehr besuchen sie den ältesten Sohn der Familie, der Pilot bei den Tuskegee Airmen ist. Diesen können sie beim Fliegen beobachten.

## Hintergrund
Der Film wurde von dem Landwirtschaftsministerium der Vereinigten Staaten produziert. Der Film erhielt 1943 eine Oscarnominierung als Bester Dokumentarfilm. In den Vereinigten Staaten gilt der Film als Public Domain und ist im Prelinger-Archiv der Website Internet Archive abrufbar.
Die Hauptdarsteller des Films, das Ehepaar Pollard, waren tatsächlich Bauern, allerdings in Alabama. Der Film lief in mehr als 1000 Kinos.

## Kritik
Der Film ist zwar nicht rassistisch, verfehlt aber seinen Zweck und bestätigt gängige Vorurteile. Eigentlich sollte er zu mehr Toleranz aufrufen, doch der Afroamerikaner wird als untertänig gezeichnet, tut das, was der Staat ihm sagt, und lebt auf einem niedrigen Existenzniveau. Schon zur damaligen Zeit merkte man dem Film das fehlende Budget an, die Kulissen sind mehr als lieblos. Selbst der Journalist, der sich die Geschichte ausgedacht hatte, sagte später, der Film sei fade und würde seinen Zweck nicht erfüllen.